# Richard Schweizer
Richard Schweizer, né en 1899 ou 1900 et mort en 1965, est un scénariste suisse, qui a notamment remporté l'Oscar du meilleur scénario original en 1946.

## Biographie
Né le 23 décembre 1899 (ou 1900 d'après IMdb), Richard Schweizer vient du monde du journalisme et du théâtre. Il écrit des scénarios à partir de 1933, il réalise le film Kleine Scheidegg en 1937, et remporte l'Oscar du meilleur scénario en 1947 pour Marie-Louise de Leopold Lindtberg et celui du meilleur scénario adapté en 1949 pour Les Anges marqués de Fred Zinnemann, associé à Paul Jarrico et David Wechsler.
Il meurt le 30 mars 1965 à Zurich.

## Filmographie
- 1937 : Kleine Scheidegg
- 1938 : Le Fusilier Wipf
- 1939 : L'Inspecteur Studer
- 1945 : La Dernière Chance
- 1946 : Marie-Louise
- 1949 : Les Anges marqués
- 1951 : Quatre dans une jeep
- 1952 : Heidi
- 1954 : Uli, der Knecht

## Nominations et récompenses
- 1946 : Oscar du meilleur scénario original pour Marie-Louise
- 1949 : 
  - Oscar du meilleur scénario adapté pour Les Anges marqués (The Search)
  - meilleur scénario lors de la 6e cérémonie des Golden Globes